# Killicluggin-Stein

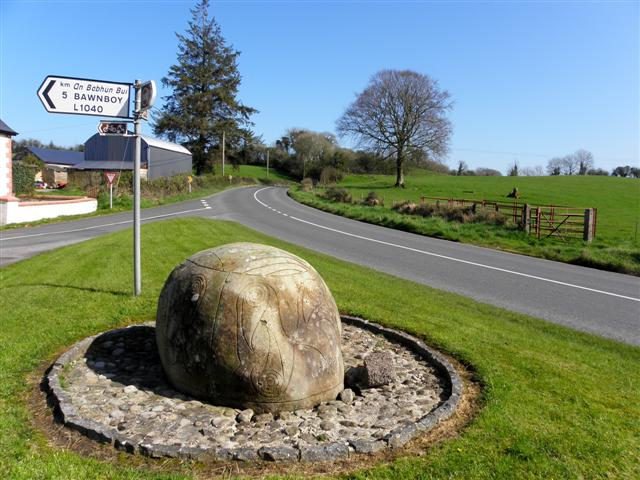
Killicluggin-Stein (Replik)

Der Killicluggin-Stein (auch Killycluggin oder Killycluggun) ist ein im La-Tène-Stil dekorierter Stein, der im Jahre 1920 bei Ballyconnel im County Cavan in Irland nahe dem Steinkreis von Killicluggin (irisch Coillidh Chlogáin) gefunden wurde und heute als Original im Museum von Ballyjamesduff steht. Vor Ort befindet sich eine Replik.
Der  Killicluggin-Stein ist neben dem Castlestrange-Stein im County Roscommon, dem Turoe-Stein im County Galway und dem Mullamast-Stein im County Kildare eines der wenigen Beispiele für den La-Tène-Stil in Irland. Der Stein wurde 10 m südöstlich eines Steinkreises gefunden, steht aber jetzt im County Cavan Museum in Ballyjamesduff.
Der Monolith ist mit komplexen La-Tène-Motiven verziert und es gab wahrscheinlich mindestens zwei weitere, die aber zerstört wurden. Er gilt neben dem eindeutig phallischen Gatepost von Maghera im nordirischen County Down als eines der Exemplare mit phallischer oder omphallischer Symbolik in Irland. Die Ausgrabung von Raftery in 1949–1954 und 1978 ergab, dass der Stein in einer flachen Grube stand.
Das als Crom Crúaich bekannte Idol war der irische Erntegott dem Menschenopfer gebracht wurden. Einige Einheimische sagen, dass der Killycluggin-Stein der Crom Crúaich ist, andere sagen, es sei der Steinkreis von etwa 20 m Durchmesser, etwa 300 m von der Replik entfernt, bestehend aus 15 zumeist umgestürzten Steinen. Der Stein wurde zerteilt und neben dem Steinkreis vergraben. „Crom“ (sh. Cromlech) im Sinne von „gebogen“ bezieht sich vermutlich auf den Kreis, aber es könnte auch für den Stein gelten. Ein Teil des Steins der Anzeichen schwerer Schläge zeigt wurde 1921 beim Pflügen entdeckt, das andere wurde 1952 gefunden. Der Stein stand ursprünglich in der Mitte des Kreises oder als Ausreißer (englisch outlier) in einem Abstand von den Zugangssteinen.
Das vollständige Design des in etwa kugelförmigen Steines sowie seine ursprüngliche Größe und Form sind allerdings unbekannt, da er zerschlagen war, als er entdeckt wurde. Seine Oberseite ist mit parallelen Wetzspuren versehen. Auch einige konzentrische Kreise und Spiralen sind an der Seite erkennbar.